# Nœud d’étalingure amélioré
 (mars 2025).
 (mars 2025).
Le nœud d’étalingure amélioré, également connu sous le nom de nœud de cuiller, est un nœud utilisé pour attacher un ligne de pêche à un leurre, un émerillon, une agrafe ou une mouche de pêche. Il s'agit d'un nœud couramment utilisé par les pêcheurs en raison de sa simplicité d'attache et de sa résistance. Plus la traction est forte, plus le nœud se resserre sur lui-même, à la manière d'un nœud coulant, augmentant ainsi la résistance de l'attache. Il peut être utilisé avec de nombreux types de lignes, notamment les lignes monofilament, fluorocarbone et les tresses.